# Eulithis inurbana
Eulithis inurbana là một loài bướm đêm trong họ Geometridae.